# Atsekats
 (février 2019).

Atsekats ( arménien : Հացեկաց, Hatsekats, Hasikov, Hatsik , arménien : Հացիկ ) est un village historique de la province de Taron, dans l'ancien royaume d'Arménie. 
Il est mentionné pour la première fois par Fauste de Byzance dans la description d'événements du milieu du IVe siècle. Moïse de Khorène, Korioun  et Lazare de Pharbe évoquent également Khatsik, berceau de l'un des plus grands lettrée et linguistes de l'Antiquité, Mesrop Machtots . 
En 1909, 30 familles arméniennes vivaient à Khatsik. Les habitants ont été tués ou déportés lors du génocide de 1915-1923 .

## Voir  aussi
- Mesrop Machtots
- Histoire de l'Arménie